# Elanus leucurus
Il nibbio codabianca (Elanus leucurus Vieillot, 1818) è una specie di uccello della famiglia degli Accipitridi diffuso nel Nordamerica occidentale e in alcune zone del Sudamerica.

## Descrizione

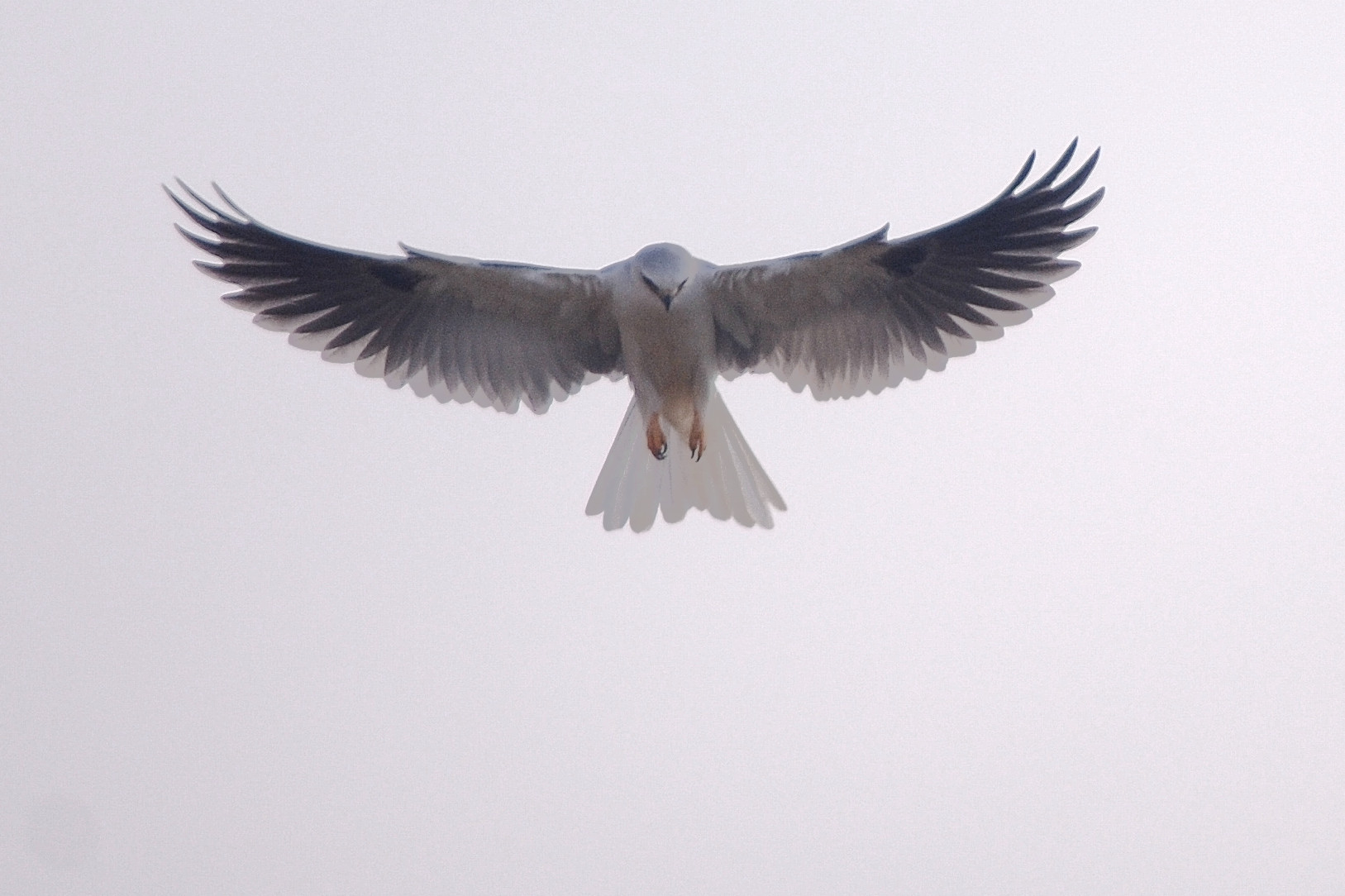
Esemplare sospeso a mezz'aria.

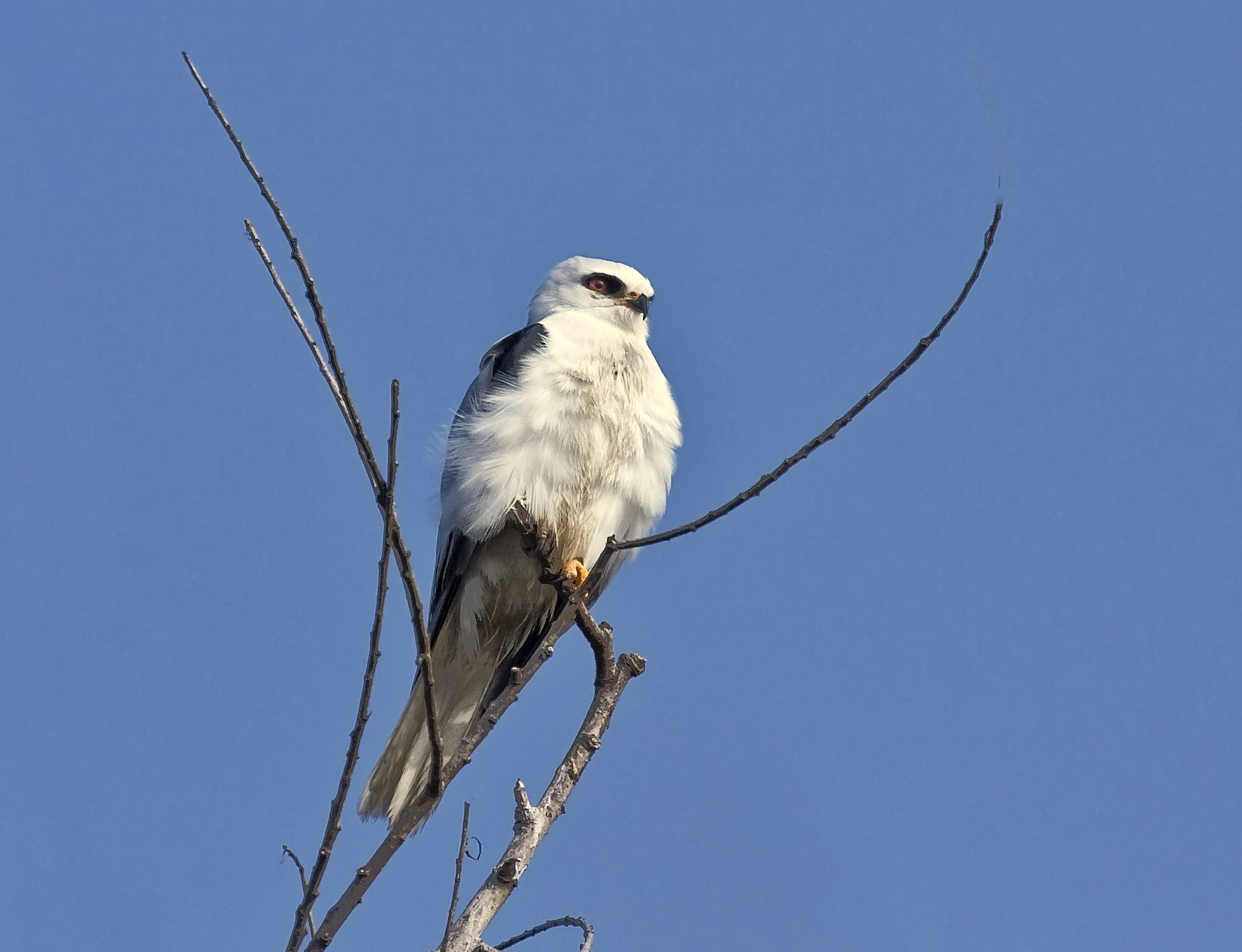
Esemplare appollaiato.

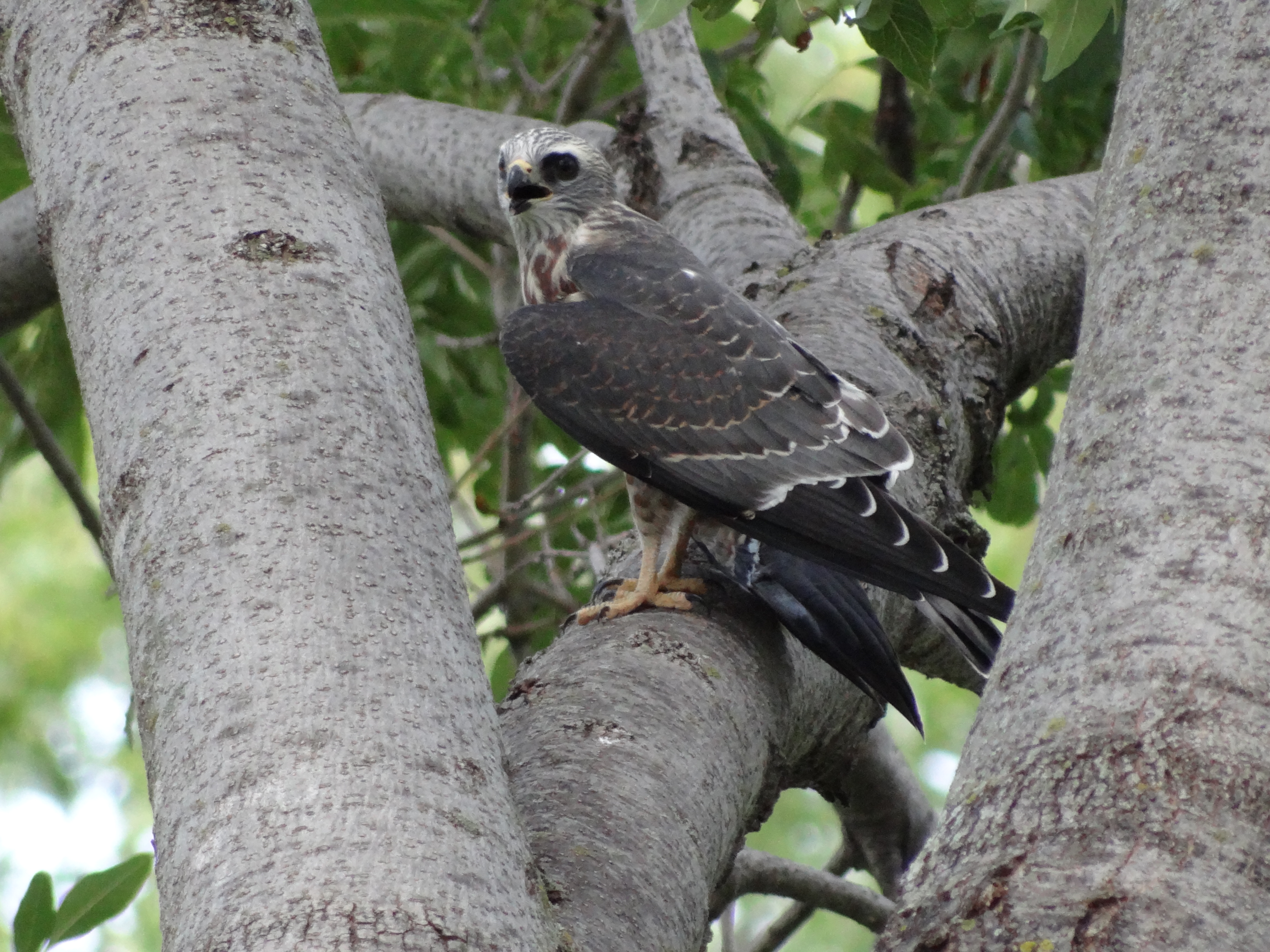
Giovane di nibbio codabianca il giorno dopo aver lasciato il nido.

Presenta una colorazione simile a quella di un gabbiano, ma la forma e lo stile di volo ricordano quelli di un falco, con la coda arrotondata. Prevalentemente bianco sulle regioni inferiori, ha le estremità delle ali e le spalle di colore nero. Questo nibbio di medie dimensioni misura 35–43 cm di lunghezza, ha un'apertura alare di 88–102 cm e pesa 250-380 g. Sia le ali, ognuna lunga 29-32,8 cm, e la coda, che misura 15,1-18,6 cm, sono relativamente allungate. Il tarso misura circa 3,6 cm.

## Distribuzione e habitat
Il nibbio codabianca occupa un vasto areale che comprende gran parte del continente americano. Nel Nordamerica è presente lungo la fascia occidentale del continente, dall'Oregon alla Bassa California del Sud, nonché nel Texas meridionale e nell'estremità meridionale della Florida. Procedendo verso sud, si incontra in quasi tutta l'America Centrale e in gran parte del Sudamerica, come le regioni settentrionali e orientali e il Cile settentrionale e centrale. Tende a vivere in zone aperte, tanto da evitare le aree ricoperte dalle foreste pluviali (come il bacino amazzonico), e predilige le zone di pianura.

## Biologia
Il nibbio codabianca si nutre principalmente di roditori, e può essere facilmente visto pattugliare o stare sospeso a mezz'aria sopra le boscaglie di pianura o le praterie. Solo raramente può spingersi ad attaccare altri uccelli, e perfino in aperto cerrado, dove si radunano numerosi stormi appartenenti a varie specie di volatili, generalmente tende a ignorarli. Al di fuori della stagione riproduttiva, occupa dormitori comunitari che possono comprendere fino a 100 individui.

## Tassonomia
Veniva raggruppato assieme al nibbio bianco di Europa e Africa a formare un'unica specie, Elanus caeruleus, nota come nibbio spallenere; gli studiosi hanno notato che il nibbio codabianca differiva dalla specie del Vecchio Mondo per dimensioni, forma, piumaggio e comportamento, e che queste differenze erano sufficienti per conferire all'animale lo status di specie a parte. Tali argomentazioni sono state accettate dall'Unione americana di ornitologia, e così il nibbio codabianca è tornato al suo nome originario. Contemporaneamente, la specie E. caeruleus del Vecchio Mondo è stata denominata nibbio bianco, mentre il nome nibbio spallenere viene riservato unicamente a una specie australiana, Elanus axillaris, nota anche come nibbio bianco australiano, anch'esso considerato in passato una forma di E. caeruleus ma attualmente considerato una specie a parte.
Vengono riconosciute 2 sottospecie di nibbio codabianca:
- E. l. majusculus Bangs e T. E. Penard, 1920 (da USA occidentali e meridionali a Panama);
- E. l. leucurus (Vieillot, 1818) (da Sudamerica settentrionale a Cile centrale e Argentina).

## Conservazione
Il nibbio codabianca era considerato quasi estinto in California negli anni '30 e '40 a causa degli abbattimenti e del collezionismo delle uova, ma è tornato nuovamente comune. Il suo areale, tuttavia, è discontinuo. È presente nella Valle Centrale e nelle aree costiere meridionali, nei terreni aperti attorno a Goleta come l'Ellwood Mesa Open Space, nelle paludi della Contea di Humboldt, e anche attorno alla baia di San Francisco. Altrove, è ancora raro o assente. È inoltre presente nel Texas meridionale, nella penisola di Bassa California, e nel Messico orientale. Per quanto riguarda la specie nella sua interezza, non è considerato minacciato dalla IUCN. In rare occasioni l'uccello può spingersi molto lontano dal suo areale abituale. In periodi differenti, due esemplari sono stati avvistati in Nuova Inghilterra: l'avvistamento più recente, risalente all'agosto 2010, è stato quello di un individuo avvistato ripetutamente alla foce del fiume Housatonic in Connecticut.